# Dharmapur, Yadgir
Dharmapur là một làng thuộc tehsil Yadgir, huyện Gulbarga, bang Karnataka, Ấn Độ.